# Kanton Nizza-4
Der Kanton Nizza-4 (frz.: canton de Nice-4) ist ein französischer Wahlkreis im Département Alpes-Maritimes und in der Region Provence-Alpes-Côte d’Azur. Er umfasst einen Teil der Stadt Nizza. Im Rahmen der landesweiten Neuordnung der französischen Kantone wurde der dem Kanton zugeordnete Bereich im Frühjahr 2015 leicht verändert.
Der Kanton hat 42.900 Einwohner (Stand: 2022):

## Politik
| Vertreter im Départementsrat | Vertreter im Départementsrat          | Vertreter im Départementsrat |
| Amtszeit                     | Namen                                 | Partei                       |
| ---------------------------- | ------------------------------------- | ---------------------------- |
| 2015–                        | Bernard Baudin Nicole Merlino-Manzino | UD                           |